# Georg Gustav von Rosen
Georg Gustav von Rosen auf Raiskum und Schönangern (* 1645; † 28. Dezember 1737 in Wien) war ein livländischer General.

## Leben
Georg Gustav war einer der drei Söhne Fabians II. von Rosen auf Raiskum († 1679), aus dem Hause Klein-Roop, und der Elisabeth von Khevenhüller und somit ein Neffe des französischen Marschalls Conrad von Rosen.
Er studierte 1675 in Königsberg und erschoss 1679 in Roop – wohl im Jähzorn – einen Gastwirt. 1681 verwundete er im Duell einen Herrn von Glasenapp schwer und floh ins Ausland. Da er aber in Notwehr gehandelt und den Streit nicht begonnen hätte, wurde er später vom Hofgericht freigesprochen. In den Jahren 1682 bis 1690 hielt er sich wieder in Livland auf, musste dann aber Frau und Kinder verlassen und sich – wahrscheinlich wieder wegen eines Duells – erneut ins Ausland begeben. 1692 erscheint er als Oberst in dänischen, 1698 als Generalmajor in kaiserlich-habsburgischen Diensten. Schließlich stand er seit 1703 als Generalleutnant unter Zar Peter I. in kaiserlich-russischen Diensten, die er ebenfalls wegen eines Duells mit tödlichem Ausgang 1708 verlassen musste.
Von seiner zweiten Frau erbte er die eine Hälfte von Mertzdorf im Glogauisch-Neißischen und kaufte seiner Stieftochter 1703 die andere Hälfte ab, wurde aber endlich der Welt überdrüssig, konvertierte zum katholischen Glauben und begab sich 1714 in ein Theatinerkloster in Wien, wo er am 28. Dezember 1737 als Pater Gustavus Rosa starb.
Georg Gustav soll am 31. März 1693 in den Reichsfreiherrenstand erhoben worden sein. Zwar wurde das Diplom nie gefunden, doch wurde der Titel von ihm und seinen Nachkommen immer geführt und nie bestritten.

## Nachkommen
Aus der ersten Ehe mit Baronin von Funcke stammen zwei Söhne, die weitere Nachkommen hatten: 
- Johann Gustav (1681–1752), Rat der livländischen Ritterschaft ⚭ Anna Christina von Patkull († 1766)
- Otto Fabian (1683–1764)

Aus der zweiten Ehe mit, Dorothea Magdalena Leopoldine von Logau († 1701), der Witwe des schlesischen Kammerherrn Freiherr von Banner auf Siegskron, stammt eine Tochter, die ins Kloster ging.